# Wotho (îlot)
Wotho (en marshallais Uotto) est l'îlot principal de l'atoll de Wotho, dans les Îles Marshall. Il est situé au nord-est de l'atoll et est le seul îlot habité. Il compte une école élémentaire : la Wotho Elementary School.
L'aéroport de Wotho, le seul de l'atoll, se situe sur cet îlot.